# Chaetopeltidales
Chaetopeltidales, red zelenih algi u razredu Chlorophyceae. Sastoji se od tri porodice i desetak vrsta. Ime dolazi po rodu Chaetopeltis.

## Porodice i broj vrsta
1. Chaetopeltidaceae G.S.West 8
2. Dicranochaetaceae Bourrelly ex P.C.Sillva  6
3. Hydrocytiaceae Barcytė & M.Eliáš 1